# 天気の子 (アルバム)
『天気の子』（てんきのこ）は、RADWIMPSのサウンドトラック。新海誠監督の長編アニメーション映画『天気の子』のために制作された映画音楽を収録している。2019年7月19日に、EMI Records（ユニバーサルミュージック）から発売された。

## 解説
RADWIMPSとしては、2018年12月12日にリリースした『ANTI ANTI GENERATION』以来の作品である。本作には、RADWIMPSが制作した新海誠監督による映画『天気の子』の劇中曲が収録されている。
通常音楽作品は水曜日発売が通例だが、映画公開日に合わせるため本作は金曜日発売となっている。
前作と異なり、収録曲がアルバム発売まで明かされなかった。
RADWIMPSが新海誠監督作品の劇中音楽を担当するのは、2016年の『君の名は。』以来2作目となった。2017年8月頃に新海がRADWIMPSにオファーして制作が開始され、脚本段階からミーティングを重ねて制作が進められた。本作には、主題歌5曲と劇伴26曲の合計31曲が収録されており、主題歌のうちの2曲は女優の三浦透子がボーカルとして参加している。
収録曲「愛にできることはまだあるかい」は2019年6月8日に長野ビッグハットで開催されたライブツアー「ANTI ANTI GENERATION TOUR 2019」の初日公演で映画公開に先駆けて初演奏された。また、同ツアーの横浜アリーナ公演2日目（8月28日）では「グランドエスケープ feat.三浦透子」が三浦透子も客演参加して演奏されている。こちらは『天気の子 complete version』に収録されたバージョンでの披露である。
なお、2020年に行われた「RADWIMPS 15th Anniversary Concert」では本アルバム収録の「花火大会」が使用された。
2019年11月27日には、今作に収録されている5曲のフルサイズ版を収録した『天気の子 complete version』がリリースされたほか、12月11日にはアナログ盤が完全受注生産限定で発売された。なお、アナログ盤の収録内容は7月19日にリリースされたオリジナル版と同一である。
2023年4月14日にアナログ盤で再販される。RADWIMPSのオフィシャルレコードショップ・ラリルレコードとUNIVERSAL MUSIC STORE、ローソンHMVのみ予約を受け付けている。

## チャート成績

### オリコンアルバムチャート
|                   | 順位 | 売上枚数  |
| ----------------- | ---- | --------- |
| 1週目 (7月29日付) | 3位  | 4万3417枚 |
| 2週目 (8月5日付)  | 2位  | 2万4255枚 |
| 3週目 (8月12日付) | 4位  | 1万4209枚 |
| 4週目 (8月19日付) | 10位 | 8738枚    |
| 5週目 (8月26日付) | 7位  | 1万1997枚 |

### オリコンアルバム（合算）チャート
|                   | 順位 | 売上枚数  |
| ----------------- | ---- | --------- |
| 1週目 (7月29日付) | 2位  | 5万6065pt |
| 2週目 (8月5日付)  | 1位  | 3万8627pt |
| 3週目 (8月12日付) | 3位  | 2万491pt  |
| 4週目 (8月19日付) | 7位  | 1万2942pt |
| 5週目 (8月26日付) | 5位  | 1万5850pt |

『ANTI ANTI GENERATION』に続き、通算2作目の1位。

### オリコンデジタルアルバムチャート
|                   | 順位 | 売上枚数  |
| ----------------- | ---- | --------- |
| 1週目 (7月29日付) | 1位  | 1万2648DL |
| 2週目 (8月5日付)  | 1位  | 1万4372DL |
| 3週目 (8月12日付) | 1位  | 6282DL    |
| 4週目 (8月19日付) | 1位  | 4204DL    |
| 5週目 (8月26日付) | 1位  | 3853DL    |

「デジタルシングル（単曲）、デジタルアルバム同時1位」はback number（2019年4/8付、4/15付）に次ぐ史上2組目。『人間開花』以来通算2作目の同ランキング2週連続1位。
8月12日付でデジタルランキング初の「デジタルシングル（単曲）、デジタルアルバム3週連続同時1位」を記録。8月19日付に更新。8月26日付で「デジタルアルバム連続1位獲得週数」記録において、『ラ・ラ・ランド（オリジナル・サウンドトラック）』と並ぶ歴代2位タイ記録。

### オリコン週間デジタルシングル（単曲）チャート
| 曲名                                          | 順位 | 売上枚数  |
| --------------------------------------------- | ---- | --------- |
| 愛にできることはまだあるかい                  | 1位  | 5万4758DL |
| グランドエスケープ (Movie edit) feat.三浦透子 | 2位  | 4万814DL  |
| 大丈夫 (Movie edit)                           | 7位  | 1万892DL  |
| 祝祭 (Movie edit) feat.三浦透子               | 9位  | 9941DL    |
| 風たちの声 (Movie edit)                       | 19位 | 6005DL    |
| 愛にできることはまだあるかい (Movie edit)     | 21位 | 5406DL    |

7月29日付の記録。自身初のデジタルシングル1位。「同一アーティストによる1位、2位独占」は、米津玄師（2018年6/4付、11/12付、2019/1/7付）に次いで史上2組目。「同一アーティストの同時TOP10入り作品数」記録では、米津玄師（2018年11/12付で記録）と並ぶ歴代1位タイ。
| 曲名                                          | 順位 | 売上枚数  |
| --------------------------------------------- | ---- | --------- |
| 愛にできることはまだあるかい                  | 1位  | 7万8206DL |
| グランドエスケープ (Movie edit) feat.三浦透子 | 2位  | 6万331DL  |
| 大丈夫 (Movie edit)                           | 4位  | 2万3192DL |
| 祝祭 (Movie edit) feat.三浦透子               | 6位  | 1万7404DL |
| 風たちの声 (Movie edit)                       | 16位 | 9512DL    |
| 愛にできることはまだあるかい (Movie edit)     | 30位 | 5192DL    |

8月5日付の記録。2週連続の「同一アーティストによる1位、2位独占」は史上初。「同一アーティストによるデジタルシングル（単曲）ランキング4作同時TOP10入り連続週数」が2週となり、歴代単独1位となる。
| 曲名                                          | 順位 | 売上枚数  |
| --------------------------------------------- | ---- | --------- |
| 愛にできることはまだあるかい                  | 1位  | 4万4193DL |
| グランドエスケープ (Movie edit) feat.三浦透子 | 2位  | 3万1406DL |
| 大丈夫 (Movie edit)                           | 6位  | 1万2613DL |
| 祝祭 (Movie edit) feat.三浦透子               | 15位 | 8632DL    |
| 風たちの声 (Movie edit)                       | 27位 | 9512DL    |

8月12日付の記録。3週連続3作同時TOP10入りとなり、「同一アーティストによるデジタルシングル（単曲）ランキング3作以上同時TOP10入り連続週数」記録で歴代1位。「同一アーティストによる1位、2位独占連続獲得週数」を3週に自己更新。
| 曲名                                          | 順位 | 売上枚数  |
| --------------------------------------------- | ---- | --------- |
| 愛にできることはまだあるかい                  | 1位  | 3万7110DL |
| グランドエスケープ (Movie edit) feat.三浦透子 | 2位  | 2万8469DL |
| 大丈夫 (Movie edit)                           | 8位  | 1万2367DL |
| 祝祭 (Movie edit) feat.三浦透子               | 24位 | 6391DL    |

8月19日付の記録。「同一アーティストによる1位、2位独占連続獲得週数」を4週に自己更新。
| 曲名                                          | 順位 | 売上枚数  |
| --------------------------------------------- | ---- | --------- |
| 愛にできることはまだあるかい                  | 2位  | 3万3205DL |
| グランドエスケープ (Movie edit) feat.三浦透子 | 4位  | 2万6294DL |
| 大丈夫 (Movie edit)                           | 11位 | 1万868DL  |
| 祝祭 (Movie edit) feat.三浦透子               | 24位 | 5743DL    |

8月26日付の記録。

### Billboard Japan
| チャート         | 最高順位 |
| ---------------- | -------- |
| Hot Albums       | 1        |
| Top Albums Sales | 1        |

| タイトル            | 最高順位                          | 最高順位      | 最高順位       | 最高順位      |   |
| タイトル            | Hot 100                           | Hot Animation | Download Songs | HOT BUZZ SONG |   |
| ------------------- | --------------------------------- | ------------- | -------------- | ------------- | - |
| タイトル            | 愛にできることはまだあるかい      | 4             | 1              | 1             | 1 |
| タイトル            | グランドエスケープ feat. 三浦透子 | 9             | 2              | 2             | 2 |
| 大丈夫              |                                   | 9             | 5              |               |   |
| 祝祭 feat. 三浦透子 |                                   |               | 9              |               |   |

## ミュージック・ビデオ
祝祭 (Movie edit) feat.三浦透子
監督：野村徹
三浦透子のみの出演で、RADWIMPSの出演はない。2019年9月14日にYouTubeで公開された。
愛にできることはまだあるかい
監督：関和亮
2019年7月18日にYouTubeで公開された。
『天気の子 complete version』完全生産限定BOXにも収録されている。

## 収録内容
| 全編曲: RADWIMPS、オーケストレーション協力: 徳澤青弦。 |                                                   |            |            |       |
| #                                                      | タイトル                                          | 作詞       | 作曲       | 時間  |
| 1.                                                     | 「『天気の子』のテーマ」                          |            | 野田洋次郎 | 0:41  |
| 2.                                                     | 「優しさの味」                                    |            | 野田洋次郎 | 0:48  |
| 3.                                                     | 「K&A 初訪問」                                    |            | 野田洋次郎 | 1:49  |
| 4.                                                     | 「占秘館へようこそ」                              |            | 桑原彰     | 0:53  |
| 5.                                                     | 「K&A 入社式」                                    |            | 野田洋次郎 | 1:03  |
| 6.                                                     | 「風たちの声 (Movie edit)」                       | 野田洋次郎 | 野田洋次郎 | 2:37  |
| 7.                                                     | 「陽菜、救出」                                    |            | 野田洋次郎 | 1:47  |
| 8.                                                     | 「晴れゆく空」                                    |            | 野田洋次郎 | 2:13  |
| 9.                                                     | 「空の海」                                        |            | 野田洋次郎 | 0:59  |
| 10.                                                    | 「御宅訪問」                                      |            | 野田洋次郎 | 3:42  |
| 11.                                                    | 「初の晴れ女バイト」                              |            | 野田洋次郎 | 1:19  |
| 12.                                                    | 「祝祭 (Movie edit) feat.三浦透子」               | 野田洋次郎 | 野田洋次郎 | 2:36  |
| 13.                                                    | 「花火大会」                                      |            | 野田洋次郎 | 3:04  |
| 14.                                                    | 「気象神社」                                      |            | 武田祐介   | 2:40  |
| 15.                                                    | 「芝公園」                                        |            | 野田洋次郎 | 3:11  |
| 16.                                                    | 「二つの告白」                                    |            | 野田洋次郎 | 1:36  |
| 17.                                                    | 「首都危機」                                      |            | 野田洋次郎 | 1:37  |
| 18.                                                    | 「真夏の雪」                                      |            | 野田洋次郎 | 1:18  |
| 19.                                                    | 「天気の力」                                      |            | 野田洋次郎 | 1:22  |
| 20.                                                    | 「家族の時間」                                    |            | 野田洋次郎 | 2:33  |
| 21.                                                    | 「消えゆく陽菜」                                  |            | 野田洋次郎 | 1:08  |
| 22.                                                    | 「永遠の雲の上」                                  |            | 野田洋次郎 | 0:52  |
| 23.                                                    | 「晴天と喪失」                                    |            | 野田洋次郎 | 2:45  |
| 24.                                                    | 「帆高、逃走～子供達の画策」                      |            | 野田洋次郎 | 3:01  |
| 25.                                                    | 「バイクチェイス」                                |            | 野田洋次郎 | 0:59  |
| 26.                                                    | 「陽菜と、走る帆高」                              |            | 野田洋次郎 | 2:23  |
| 27.                                                    | 「愛にできることはまだあるかい (Movie edit)」     | 野田洋次郎 | 野田洋次郎 | 2:30  |
| 28.                                                    | 「グランドエスケープ (Movie edit) feat.三浦透子」 | 野田洋次郎 | 野田洋次郎 | 3:08  |
| 29.                                                    | 「ふたたびの、雨」                                |            | 野田洋次郎 | 0:44  |
| 30.                                                    | 「大丈夫 (Movie edit)」                           | 野田洋次郎 | 野田洋次郎 | 4:18  |
| 31.                                                    | 「愛にできることはまだあるかい」                  | 野田洋次郎 | 野田洋次郎 | 6:54  |
| 合計時間:                                              | 合計時間:                                         | 合計時間:  | 合計時間:  | 66:30 |

## ライブパフォーマンス
- 2019年8月9日 - テレビ朝日系「ミュージックステーション」
  - 「グランドエスケープ（Movie edit）feat. 三浦透子」「愛にできることはまだあるかい」の2曲を演奏[注 2]。新海誠監督が編集した特別映像が同時に上映された。
- 2019年11月4日 - NHK総合「「天気の子」と僕ら～RADWIMPS×新海誠～」
  - 「祝祭 feat.三浦透子」「愛にできることはまだあるかい」「グランドエスケープ feat.三浦透子」「大丈夫」の4曲を演奏した[注 3]。また、「祝祭 feat.三浦透子」「グランドエスケープ feat.三浦透子」「大丈夫」の3曲はフルバージョンが演奏された[9]。